# 印度河

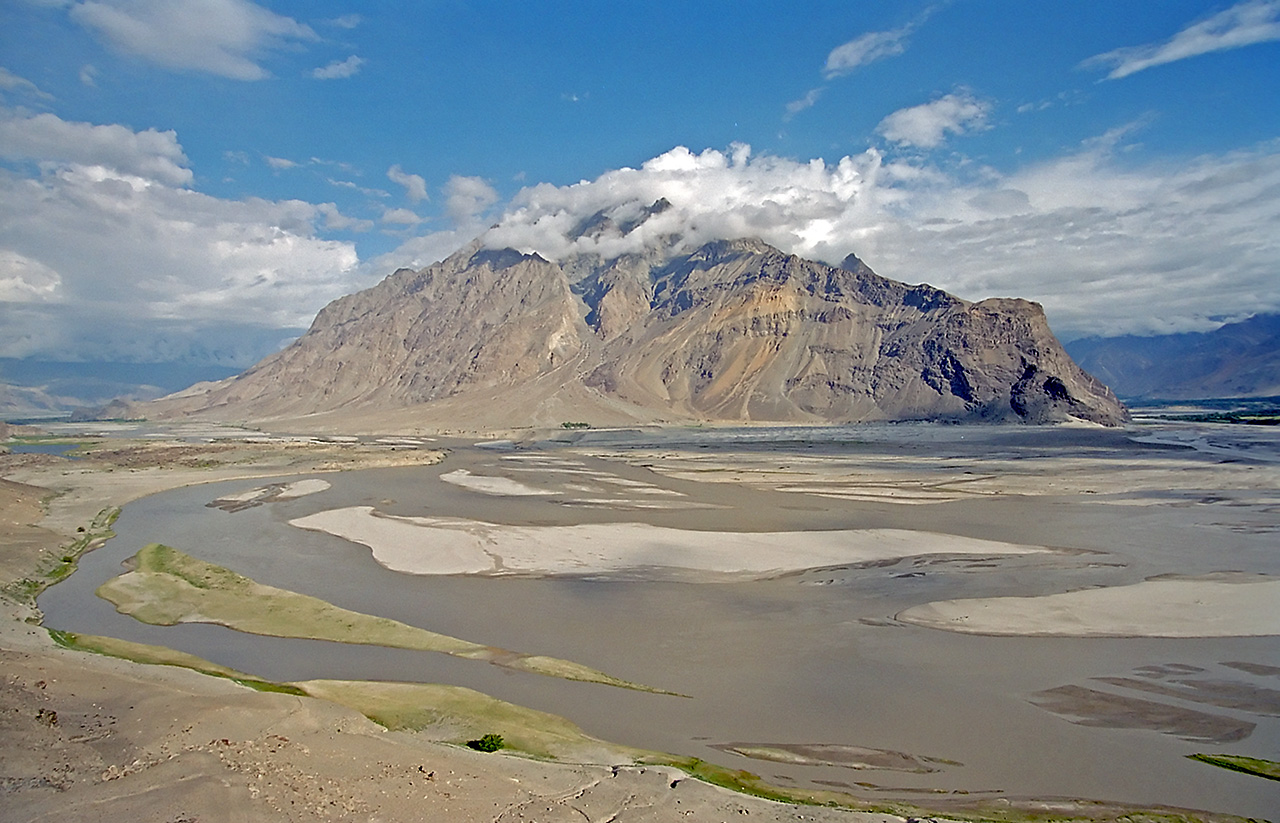

印度河（英語：Indus River），巴基斯坦主要河流，其支流也有經過西藏及北印度。
1947年印巴分治以前，印度河仅次于恒河，为该地区的文化和商业中心地带。该河流上源为狮泉河（森格藏布），它发源于冈底斯山脉冈仁波齐峰东北方向的切日阿弄拉山口西侧，源头位于中国西藏阿里地区革吉县境内，源头溪流名为邦果贡。从喜马拉雅山脉朝西北方向流入克什米尔，调头向南流入巴基斯坦，在信德省的卡拉奇附近流進阿拉伯海。河流总长度3180公里，流域面积100万1549平方公里。印度河文明为世界上最早进入农业文明和定居社会主要文明之一，後來因為約二百年的乾旱而滅亡。
印度河每年的流量約有207立方公里，是世界流量第二十一名的河流。贊斯卡河是位在拉達克的左岸支流，在進入平原後，印度河的左岸支流是潘季納德河（五河），其五條主要支流分別是傑赫勒姆河、奇納布河、拉維河、比亞斯河及萨特莱杰河。印度河的主要右岸支流有什约克河、吉尔吉特河、喀布尔河、庫拉姆河及古馬爾河。印度河的沿岸有溫帶森林、平原及乾旱鄉村等不同的生態系統。
印度河形成了印度河三角洲，在古印度的《梨俱吠陀》中稱為Sapta Sindhu，在伊朗人的波斯古經中稱做Hapta Hindu，兩者都是「七河」的意思。波斯王大流士曾在西元前510年派西拉克斯探索印度河。

## 語源
河名出自梵文的拉丁语式拼法——即“河流”之意。
印度（India）的字源就是來自印度河。在古代，India是指印度河東岸的地區，但在西元前300年時，包括麥加斯梯尼的希臘作者用一詞表示整個印度次大陸。

## 歷史

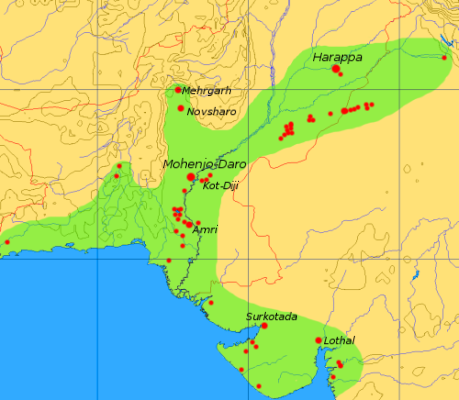
西元前三千年印度河文明的範圍及主要據點

在巴基斯坦首都伊斯蘭瑪巴德附近的波托哈高原曾發現舊石器時代的文明，以及索恩文化的石器。在古健馱邏國（在今天伊斯蘭瑪巴德附近的馬爾丹）發現有15,000年之前穴居的證據。
印度河流域文明的主要都市，像哈拉帕及摩亨佐-達羅，可以回溯到西元前3300年，是古代世界的最多人口群聚的地方之一。印度河流域文明包括巴基斯坦及西北印度，還延伸到傑赫勒姆河以東，到上萨特莱杰河的魯普納加爾。住在沿海的人從有在伊朗邊界，巴基斯坦的蘇特卡根多爾到印度古吉拉特邦的喀奇縣。
大部份學者認為犍陀罗墓葬文化的印度雅利安人在西元前1700年到600年曾在犍陀罗，當時的摩亨佐-達羅和哈拉帕已經荒蕪了。
印度河下游的盆地形成伊朗高原及印度次大陸之間的自然邊界，這個區域包括巴基斯坦的俾路支省、開伯爾-普什圖省、旁遮普地区及信德省的全部或一部份，以及印度及阿富汗的一部份。亞歷山大大帝的軍隊曾越過印度河，但在馬其頓王國攻克了印度河的東岸以後，他們選擇由河的南邊撤退，結束了這一場戰爭。印度平原之後由波斯帝國及貴霜帝國統治，幾個世紀後穆罕默德·伊本·卡西木、伽色尼的馬哈茂德、帖木儿及巴卑爾等人的部隊也越過印度河，入侵印度次大陸的東邊及南邊。

## 地質學

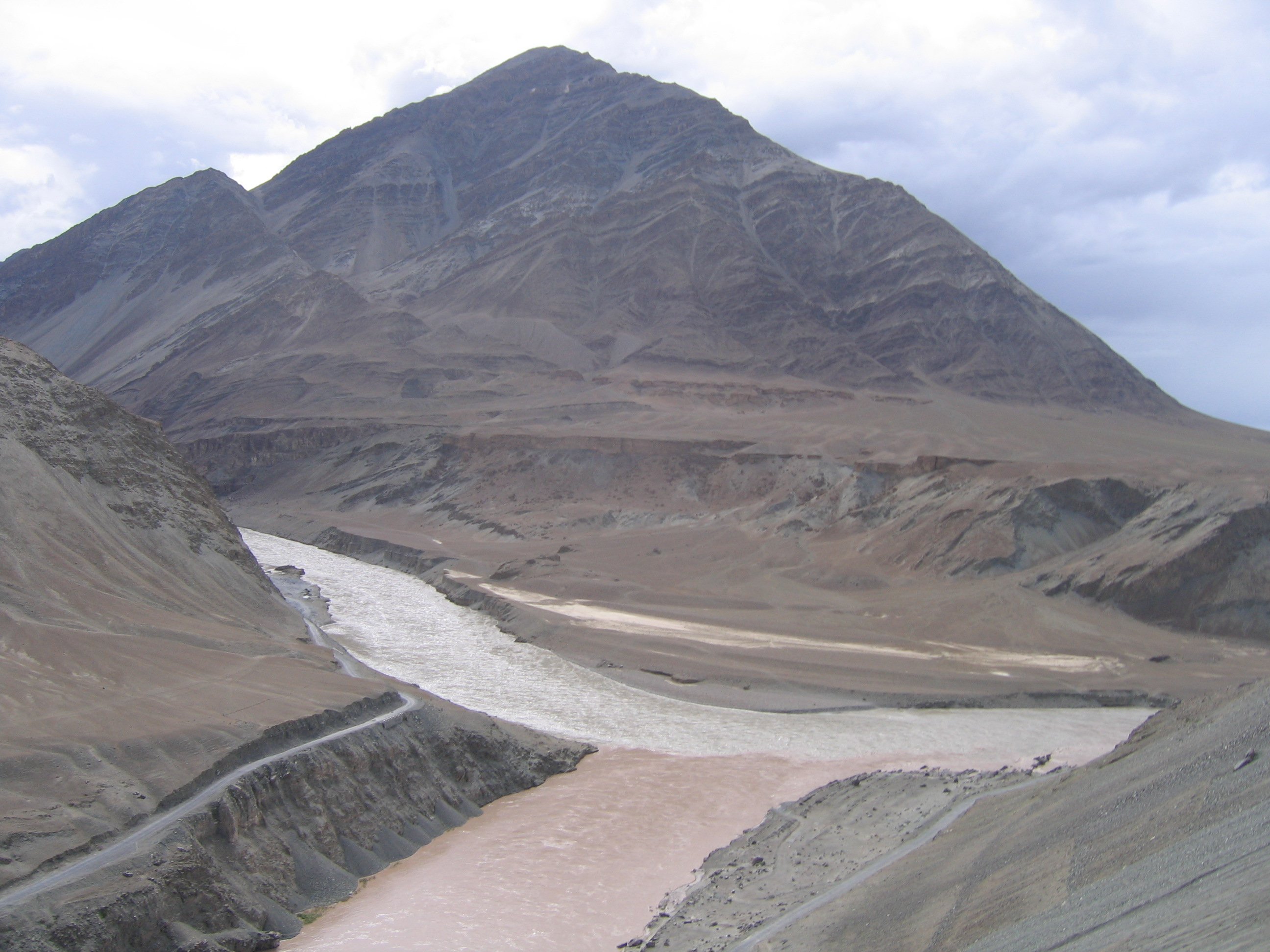
印度河和贊斯卡河匯流處，印度河在圖的下方，由左邊流到右邊。贊斯卡河的水量比較多，在圖中央的左側

印度河的沈積產生了印度河海底扇，是世界上第二大的沈積體，約有從高山上侵蝕的沈積體，體積約五百萬立方公里。研究現在河流中的沈積物，發現沈積物主要是來自北巴基斯坦及印度的喀喇崑崙山脈，喜馬拉雅山是第二大的沈積物來源，主要是由旁遮普地區的大河（杰赫勒姆河、拉維河、杰纳布河、比亚斯河及萨特莱杰河）。分析阿拉伯海的沈積物發現在五百萬年前印度河不是流向旁遮普的河流，而是流到恆河，後來印度河才改道，流到旁遮普。較早的研究發現來自在4500萬年前，西西藏的沙子和淤泥已流到阿拉伯海，意味著當時有另一條此流向的古印度河。已在卡塔瓦茲盆地找到原印度河的三角洲，位在阿富汗和巴基斯坦的邊界上。
在南迦帕爾巴特峰地區，印度河的大量侵蝕應該是造成山峰中較低部份的岩石露出的原因。

## 流域
| 国家     | 流域面积 （万km²） |
| -------- | ------------------ |
| 中國     | 5.3                |
| 阿富汗   | 6.6                |
| 印度     | 35.4               |
| 巴基斯坦 | 56.1               |
| 合计     | 103.4              |

## 主要支流
以下由河口至源頭依序列出兩側主要支流：
- 印度河
  - 潘季納德河（左）：旁遮普地區「五河」最終河段
    - 奇纳布河：「五河」之一
      - 拉維河：「五河」之一
      - 杰赫勒姆河：「五河」之一

    - 萨特莱杰河：「五河」之一，源流象泉河/藏语为朗钦藏布河位於中国境内
      - 比亚斯河：「五河」之一

  - 古馬勒河（右）：源于阿富汗境内
    - 昆達河
    - 佐布河

  - 庫拉姆河（右）：源于阿富汗境内
    - 托奇河

  - 索安河（左）
  - 科哈特托伊河（右）
  - 哈罗河（左）
  - 喀布尔河（右）：源于阿富汗境内
    - 斯瓦特河
    - 庫納河

  - 西兰河（左）
  - 吉尔吉特河（右）：克什米尔境内
  - 什約克河（右）：最遠源流奇普恰普河源于中印邊界爭議的阿克賽欽地區
  - 贊斯卡河（左）

## 經濟
印度河是旁遮普和信德平原最重要的水資源來源，維持巴基斯坦農業及食品生產的重要因素。因為在印度河下游的降雨十分稀少，因此印度河格外的重要。最早印度河文明時曾經修築灌溉水道，後來貴霜帝國及莫卧儿帝国的工程人員也有修築類似用途的水道。現代的灌溉水道是英屬東印度公司在1850年修築的，修築現代的水道時也同時拻復舊的水道。英國興建了世界上複雜度數一數二的灌溉水道。古杜堰長1,350米（4,430英尺），灌溉蘇庫爾、雅各布阿巴德、拉爾卡納及喀拉特縣。蘇庫爾堰灌溉範圍超過20,000 km2（7,700 sq mi）。

## 外部連結
- Blankonthemap（页面存档备份，存于） The Northern Kashmir WebSite
- Bibliography on Water Resources and International Law（页面存档备份，存于） Peace Palace Library
- Northern Areas Development Gateway
- The Mountain Areas Conservancy Project
- Indus River watershed map (World Resources Institute)
- Indus Treaty
- Baglihar Dam issue（页面存档备份，存于）
- Indus*
- First raft and kayak descents of the Indus headwaters in Tibet
- Pulitzer Center on Crisis Reporting's project on water issues in South Asia